# Pancratium
- Commons
- Wikispecies

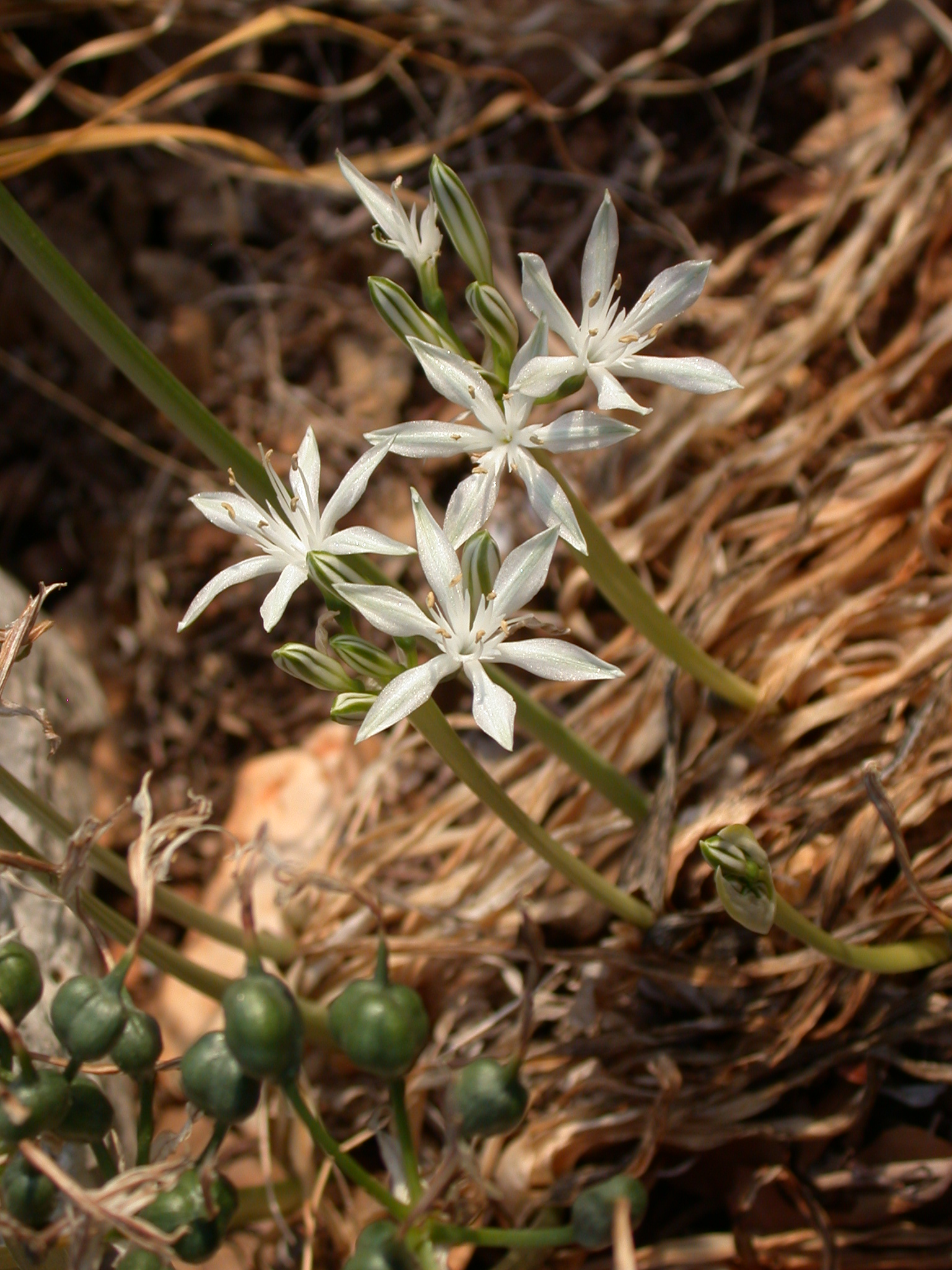
Pancratium parviflorum

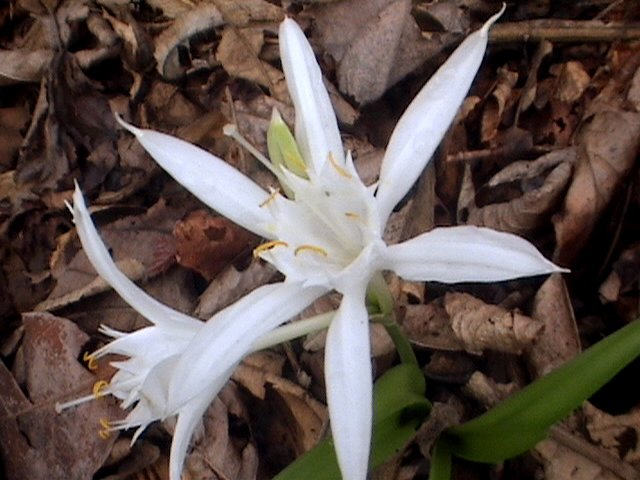
Pancratium parvum

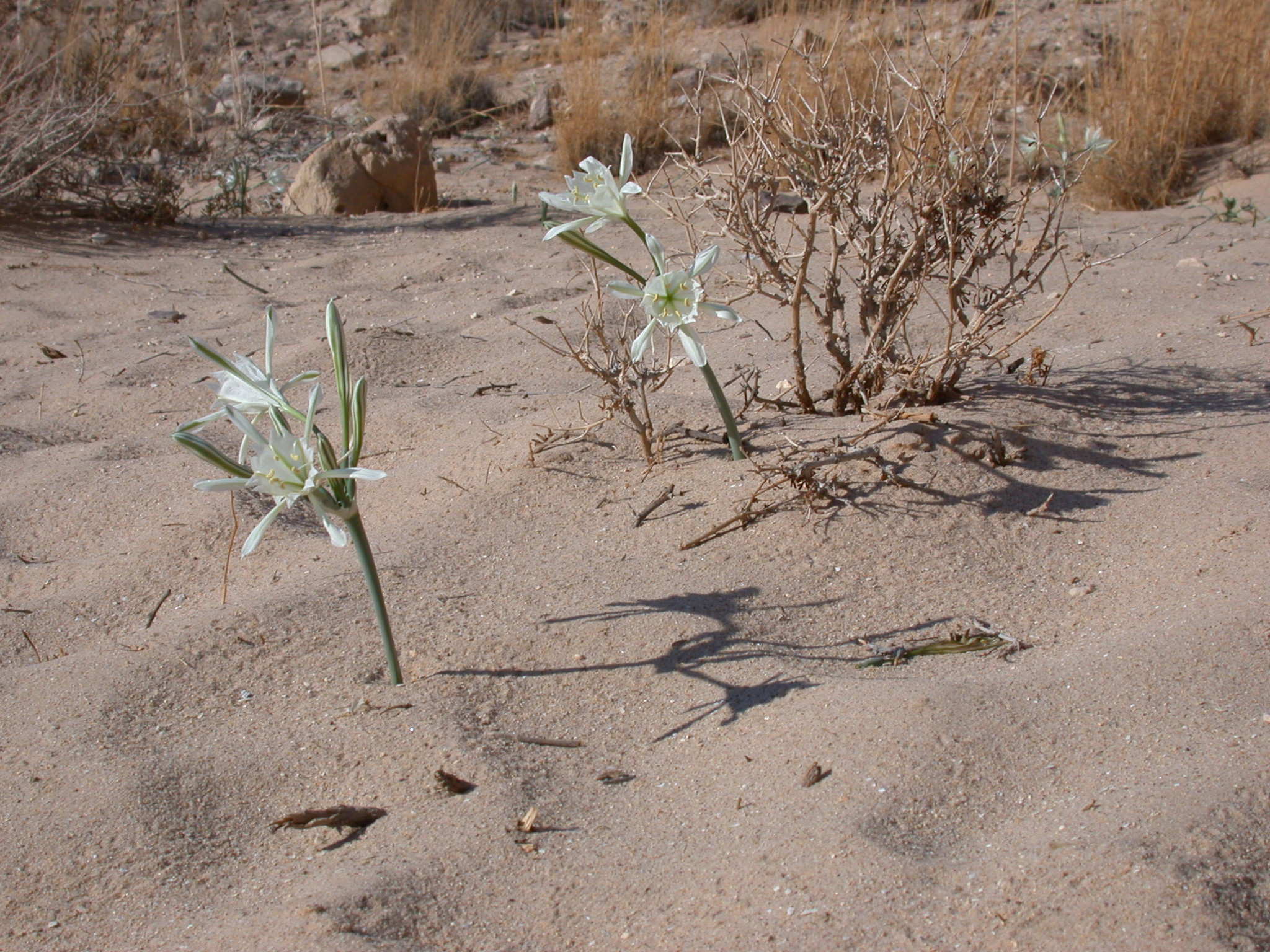
Pancratium sickenbergeri

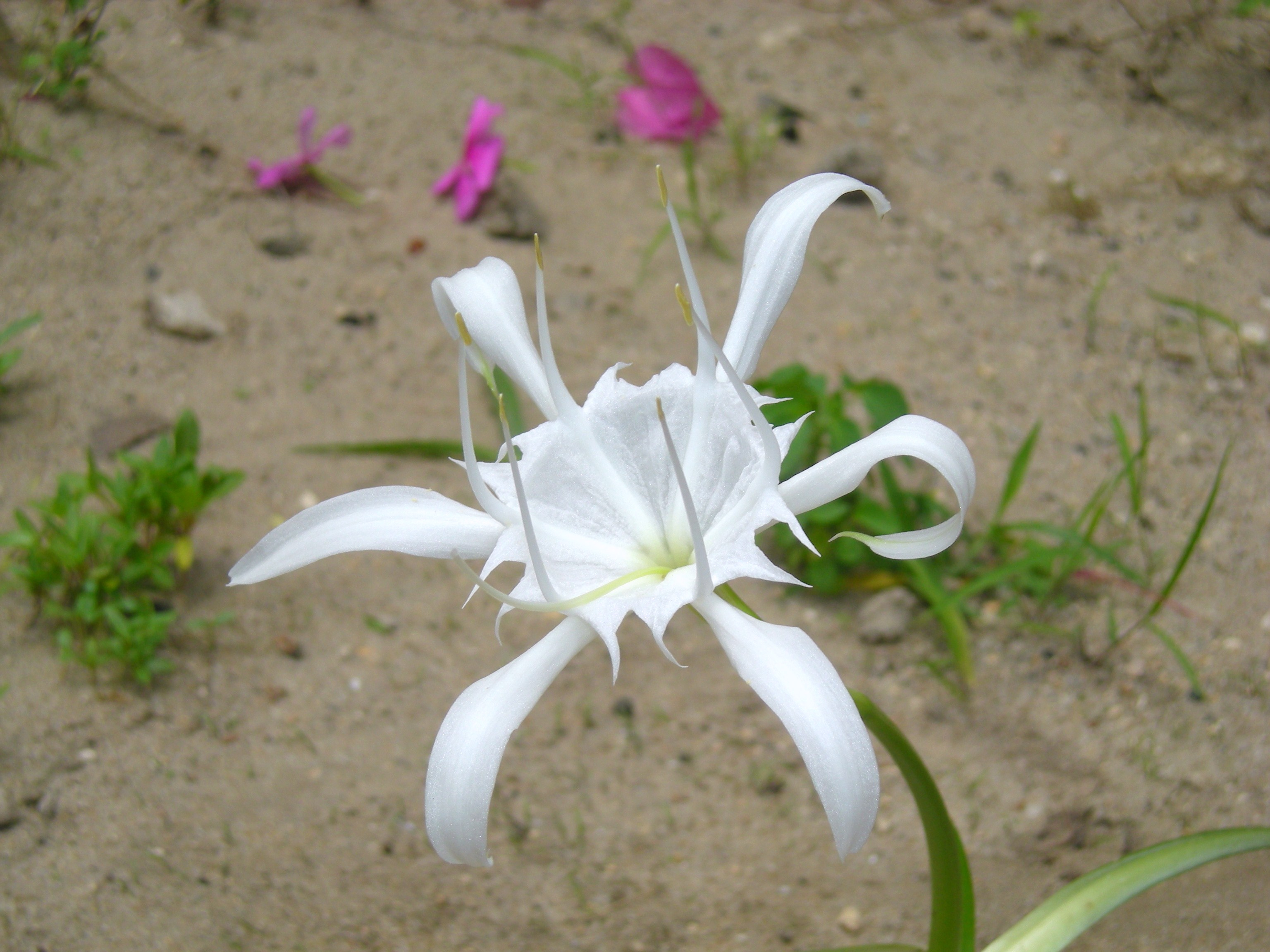
Pancratium zeylanicum

Pancratium L. é um dos géneros de plantas da família das Amaryllidaceae.

## Sinonímia
- Chapmanolirion Dinter
- Mizonia A. Chev.

## Espécies
| - Pancratium abchasicum - Pancratium acutifolium - Pancratium aegyptiacum - Pancratium amancaes - Pancratium amboinense - Pancratium americanum - Pancratium amoenum - Pancratium angustifolium - Pancratium angustum - Pancratium arabicum - Pancratium arenicola - Pancratium aurantiacum - Pancratium australasicum - Pancratium australe - Pancratium barcinonense - Pancratium biflorum - Pancratium boschianum - Pancratium bovei - Pancratium calathiforme - Pancratium calathinum - Pancratium cambayense - Pancratium canariense - Pancratium caribaeum - Pancratium carolinianum - Pancratium carribaeum - Pancratium caymanense - Pancratium centrale - Pancratium chapmanni - Pancratium chlidanthus - Pancratium clavatum - Pancratium coccineum - Pancratium collinum - Pancratium coronarium - Pancratium crassifolium - Pancratium croceum - Pancratium cunninghami - Pancratium curvidentatum - Pancratium declinatum - Pancratium disciforme - Pancratium distichum - Pancratium donaldi - Pancratium dryandri - Pancratium excisum - Pancratium expansum - Pancratium flavum - Pancratium fluitans - Pancratium foetidum - Pancratium formosum - Pancratium fragrans - Pancratium fulvum - Pancratium glaucum - Pancratium guadelupense - Pancratium guatemalense - Pancratium guianense - Pancratium harrisianum - Pancratium herbertianum - Pancratium hirtum - Pancratium humile - Pancratium illyricum - Pancratium incarnatum - Pancratium knightii - Pancratium landesii - Pancratium latifolium - Pancratium leavenworthii | - Pancratium limense - Pancratium liriosme - Pancratium longiflorum - Pancratium luteum - Pancratium macleanum - Pancratium macquaria - Pancratium malabathricum - Pancratium maritimum - Pancratium maximum - Pancratium mexicanum - Pancratium mirennae - Pancratium moritzianum - Pancratium narbonense - Pancratium narcissiflorum - Pancratium nervifolium - Pancratium nutans - Pancratium obtusatum - Pancratium occidentale - Pancratium ornatum - Pancratium ornithogaloides - Pancratium ovatifolium - Pancratium ovatum - Pancratium parvicoronatum - Pancratium parviflorum - Pancratium parvum - Pancratium patens - Pancratium pedale - Pancratium petiolatum - Pancratium plicatum - Pancratium praticola - Pancratium quitense - Pancratium quitoenze - Pancratium recurvatum - Pancratium recurvum - Pancratium ringens - Pancratium rotatum - Pancratium rubrum - Pancratium saharae - Pancratium sickenbergeri - Pancratium skinnerianum - Pancratium speciosum - Pancratium sancta-mariae - Pancratium staplesi - Pancratium stellare - Pancratium tagliabue - Pancratium tazetta - Pancratium teneriffae - Pancratium tenuiflorum - Pancratium tiaraeflorum - Pancratium tortifolium - Pancratium tortuosum - Pancratium trichromum - Pancratium triflorum - Pancratium triphyllum - Pancratium tristylum - Pancratium tubiflorum - Pancratium tubulosum - Pancratium undulatum - Pancratium uniflorum - Pancratium variegatum - Pancratium verecundum - Pancratium viridiflorum - Pancratium zeylanicum |

- Lista completa

## Classificação do gênero
| Sistema | Classificação                     | Referência               |
| ------- | --------------------------------- | ------------------------ |
| Linné   | Classe Hexandria, ordem Monogynia | Species plantarum (1753) |